# حوسبة العلوم الاجتماعية
العلوم الاجتماعية الحسابية يشير إلى التخصصات الفرعية الأكاديمية المعنية بالنهج الحسابية للعلوم الاجتماعية. وهذا يعني أن أجهزة الحاسوب تستخدم لنمذجة، محاكاة، وتحليل الظواهر الاجتماعية. وتشمل الحقول الاقتصاد الحسابي، وعلم الاجتماع الحسابي، والكلوديناميكيات والتحليل الآلي للمحتويات، في وسائل الإعلام الاجتماعية والتقليدية. ويركز على التحقيق في العلاقات الاجتماعية والسلوكية والتفاعلات من خلال المحاكاة الاجتماعية، والنمذجة، وتحليل الشبكة، وتحليل وسائل الإعلام.
ثورة العلوم الاجتماعية في كل من الساقين الأساسية من المنهج العلمي: البحوث التجريبية، وخاصة من خلال البيانات الكبيرة، من خلال تحليل البصمة الرقمية تركت وراءها من خلال الأنشطة الاجتماعية على الإنترنت. والنظرية العلمية، وخاصة من خلال بناء نموذج المحاكاة الحاسوبية من خلال المحاكاة الاجتماعية. وهو نهج متعدد التخصصات ومتكامل للمسح الاجتماعي يركز على معالجة المعلومات عن طريق تكنولوجيا المعلومات المتقدمة. وتشمل المهام الحسابية تحليل الشبكات الاجتماعية، والنظم الجغرافية الاجتماعية،  محتوى وسائل الاعلام الاجتماعية ومحتوى الوسائط التقليدية.
ويهتم هذا العلم بدراسه العديد من النظريات منها النظرية النيوتونيه والتي تنص علي انه يمكننا فهم الظواهر مهما كانت كبيره عن طريق تبسيطها الي مكوناتها الاوليه فهي تؤمن بان المجموع هو عباره عن مجموعه اجزاء فاذا فهمنا هذا الجزء سوف نستطيع فهم الظاهرة ككل.
وتؤمن أيضا بمفهوم الخطية حيث ان المدخل يساوي المخرج ليس أكثر ا اقل.
مفهوم التنبؤ حيث ان النظرية النيوتونيه تنص علي ان إذا علمنا سرعه الاشياء ومواقعها الاوليه نستطيع استنتاج والتنبؤ اين ستكون بمرور الزمن مثال إذا علمنا سرعه الأرض ومكان تواجدها حول الشمس سنه 2016 سوف نستنتج اين ستكون الأرض سنه 2020
مفهوم الحتميه (كل ما يحدث يجب ان يحدث)
مفهوم التوازن (خيث انه بدون مدخلات الطاقة فان النظام يمكن ان يظل الي حد كبير دون تغير لفترات طويله)
ويعتمد العمل في مجال العلوم الاجتماعية الحاسوبية بصورة متزايدة على توافر قواعد البيانات الكبيرة، التي يبنى عليها ويحتفظ بها حاليا عدد من المشاريع المتعددة التخصصات، بما في ذلك:
«سيشات»: مصرف بيانات التاريخ العالمي، الذي يجمع بشكل منهجي الحسابات الحديثة للتنظيم السياسي والاجتماعي للمجموعات البشرية، وكيف تطورت المجتمعات عبر الزمن إلى بنك بيانات موثوق. وينتمي سيشات أيضا مع معهد التطور، وهو فكر غير هادفة للربح أن «يستخدم العلوم التطورية لحل مشاكل العالم الحقيقي».
D-بلاس: قاعدة بيانات الأماكن واللغات والثقافة والبيئة، التي توفر بيانات عن أكثر من 1400 تركيبة اجتماعية بشرية 
أطلس التطور الثقافي، قاعدة بيانات أثرية أنشأها بيتر N. بيرجرين 
تشيا: المعلومات التعاونية للتحليل التاريخي، وهو مسعى تعاوني متعدد التخصصات تستضيفه جامعة بيتسبرغ بهدف حفظ المعلومات التاريخية وربط البيانات وكذلك المؤسسات الأكاديمية / البحثية في جميع أنحاء العالم
المعهد الدولي للتاريخ الاجتماعي، الذي يجمع البيانات عن التاريخ الاجتماعي العالمي لعلاقات العمل والعمال والعمل
ملفات منطقة العلاقات الإنسانية إهراف علم الآثار 
ملفات منطقة العلاقات الإنسانية إهراف وورد كولتوريس 
كليو-إنفرا قاعدة بيانات عن مقاييس الأداء الاقتصادي والجوانب الأخرى من الرفاه الاجتماعي على عينة عالمية من المجتمعات من 1800 م إلى الوقت الحاضر
وتدرس حوسبه العلوم الاجتماعية في دول العالم وفي مصر وتوجد في مصر في جامعة القاهرة كلية الاقتصاد والعلوم السياسية

 في حين أظهرت دراسات أخرى عن بيانات مشابهة  كيف يمكن اكتشاف الهياكل الدورية تلقائيا في الصحف التاريخية. تم إجراء تحليل مماثل على وسائل الإعلام الاجتماعية، وكشف مرة أخرى عن هياكل دورية بقوة.